# Music by Prudence
Pour plus de détails, voir Fiche technique et Distribution.
Music by Prudence est un court métrage documentaire américain coproduit par le Zimbabwe, réalisé par Roger Ross Williams et sorti en 2010.
Il a remporté l'Oscar du meilleur court métrage documentaire en 2010.

## Synopsis
Le film raconte l'histoire de Prudence Mabhena, chanteuse née au Zimbabwe, atteinte d’arthrogrypose, maladie rare qui provoque des déformations articulaires. Au Zimbabwe le handicap est encore souvent considéré comme un mauvais sort. La mère de Prudence l'a confiée encore bébé à sa grand-mère, qui lui a appris à chanter. Elle réussit à dépasser la superstition, et se produit en concert avec son groupe Liyana.

## Fiche technique
- Réalisation : Roger Ross Williams
- Production :  iThemba Productions[1], Elinor Burkett[2]
- Pays : États-Unis/Zimbabwe
- Lieu de tournage : Bulawayo
- Montage : Geeta Gandbhir
- Date de sortie : avril 2010
- Durée : 33 minutes

## Distribution
- Prudence Mabhena